# Hohenkammer
Hohenkammer este o comună din landul Bavaria, Germania.